# Bulbostylis glaberrima
Bulbostylis glaberrima är en halvgräsart som beskrevs av Georg Kükenthal. Bulbostylis glaberrima ingår i släktet Bulbostylis och familjen halvgräs. Inga underarter finns listade i Catalogue of Life.